# Persona de movilidad reducida
Las personas con movilidad reducida (PMR) son aquellas que tienen permanente o temporalmente limitada la movilidad por motivos de discapacidad física o motora, sensorial, intelectual y psíquica; o por otros motivos no relacionados con la discapacidad como el envejecimiento, embarazo, escayola en extremidades, entre otros.

Señal utilizada en Europa, El Salvador y los Estados Unidos para indicar zonas adaptadas a personas de movilidad reducida.

 La Clasificación Internacional del Funcionamiento, de la Discapacidad y de la Salud (CIF) al igual que la Clasificación Internacional de Enfermedades (CIE) clasifican la discapacidad en cuatro tipos: física o motora, sensorial, intelectual o psíquica. En estos cuatro grupos hay mucha diversidad y variabilidad dependiendo de las limitaciones de la movilidad.
Una de las primeras veces que se utilizó este término fue en el Reglamento CE Nº 11087/2006 del Parlamento Europeo y del Consejo de 5 de julio de 2006, que regulaba los derechos de las personas con discapacidad o movilidad reducida en el transporte.
Es un concepto muy utilizado en accesibilidad, es más amplio que la sola consideración de los discapacitados. Se compone tanto de aquellos que tienen una discapacidad relacionada con la movilidad (problemas sensoriales,, motores o físicos, intelectuales o psíquicos) como de quienes tienen dificultades por otros motivos (ancianos, embarazadas, personas con niños pequeños, desplazamiento con muletas por traumatismo en extremidades inferiores...)
El envejecimiento de la población es una de las causas que más va en aumento según la OMS, donde deja claro en su informe sobre discapacidad,  casi toda la población mundial experimentará alguna forma de discapacidad en su vida de forma temporal o permanente limitándole la movilidad.
Las necesidades más habituales para las personas de movilidad reducida y dependiendo de la limitación de movilidad que sufra, son:  
- La ayuda de otra persona para realizar tareas diarias.
- El uso de productos de apoyo para facilitar una calidad de vida y autonomía de la persona.
- Ausencia de barreras arquitectónicas tanto en el domicilio o interiores de edificaciones, zonas comunes y en los espacios públicos urbanizados como la ausencia de desniveles, la suficiente anchura de paso, espacios más cercanos para estacionamiento, ausencia bordillos, elevadores, señales acústicas, transporte público adaptado,...

## Crítica
El símbolo universal para personas con discapacidad  reconocido internacionalmente como ISA (International Symbol of Access), como podemos ver en la imagen de arriba a la derecha, fondo azul con un dibujo en blanco de una persona en silla de ruedas. Se puede encontrar en baños de lugares públicos, mostradores, itinerarios preferentes, aparcamientos, por citar los más habituales. 
Puede llevar a pensar que la movilidad reducida es lo mismo que personas en silla de ruedas. Puede ser debido a que es el tipo de discapacidad más visible, invisibilizando el resto.